# 4-氨基喹啉
4-氨基喹啉是喹啉环上4号位被氨基取代的有机化合物。

## 制备
4-氨基喹啉可以4-羟基喹啉为原料，经三氯氧磷将羟基转化为氯原子，再氨解得到。

## 拓展链接
- Bourne SA, De Villiers K, Egan TJ. . Acta Crystallogr C. 2006, 62 (Pt 2): o53–7  [2017-11-07]. PMID 16456284. doi:10.1107/S0108270105041235. （原始内容存档于2020-02-08）.